# Plexus coccygien
Le plexus coccygien en anatomie humaine est un plexus nerveux de la région pelvienne faisant partie du plexus lombo-sacré. 

## Origine
Le plexus coccygien nait des branches antérieures des quatrième et cinquième nerfs sacrés et de la branche antérieure du nerf coccygien.

## Trajet
Le plexus coccygien se termine par le nerf ano-coccygien.